# 미야노촌 (미야기현)
미야노촌(宮野村)은 1954년까지 미야기현 구리하라군 중부에 있던 촌이다. 현재의 구리하라시에 해당한다.

## 연혁
- 1889년 4월 1일 - 정촌제 시행과 함께 구리하라군 미야노촌이 성립하였다.
- 1954년 8월 10일 - 쓰키다테정, 다마사와촌, 도미노촌과 합병해 새로운 쓰키다테정이 되었다.

## 참고서적
- 『미야기현 정촌 합병지』(미야기현 지방과, 1958)